# Il cucciolo (serie animata)
Il cucciolo (子鹿物語?, Kojika monogatari) è una serie televisiva anime giapponese diretta da Masaaki Ōsumi e prodotta dalla MK Company, in associazione con la Metro-Goldwyn-Mayer - United Artists Television. Ispirata al romanzo omonimo di Marjorie Kinnan Rawlings si compone di 52 episodi ed è stata trasmessa dall'emittente NHK dall'8 novembre 1983. In Italia, è stata trasmessa per la prima volta da Raidue tra aprile e luglio 1985, e negli anni successivi da varie emittenti locali e da San Marino RTV.

## Trama
Ambientato in una sperduta fattoria in una natura incontaminata della Florida alla fine del 1800, è la storia del protagonista Jody, che fa amicizia col cerbiatto di nome Ciuffetto, che ha scambiato il ragazzo per sua madre. Ciuffetto, Jody e il suo amico Toppa vivono diverse avventure, accompagnati dalla maestra Twink.

## Episodi
| Nº | Titolo italiano Giapponese 「Kanji」 - Rōmaji                                           | In onda           | In onda        |
| Nº | Titolo italiano Giapponese 「Kanji」 - Rōmaji                                           | Giapponese        | Italiano       |
| 1  | Il primo incontro 「子鹿に会った日」 - Kojika ni atta hi                                | 8 novembre 1983   | 1° aprile 1985 |
| 2  | Il volo 「鳥になった親友」 - Tori ni natta shin'yū                                      | 15 novembre 1983  | 2 aprile 1985  |
| 3  | Una buona istruzione 「ぼくたちの先生」 - Boku tachi no sensei                          | 22 novembre 1983  | 3 aprile 1985  |
| 4  | Lezioni in campagna 「町から森へ」 - Machi kara mori he                                 | 29 novembre 1983  | 4 aprile 1985  |
| 5  | Il presuntuoso 「世界一小さな教室」 - Sekai ichi chiisana kyōshitsu                     | 6 dicembre 1983   | 5 aprile 1985  |
| 6  | È domenica solo quando piove 「雨の日が日曜日」 - Ame no hi ga nichiyōbi                | 20 dicembre 1983  | 9 aprile 1985  |
| 7  | Il giorno dei lupi 「家出犬ダッシュ」 - Iede inu dasshu                                 | 10 gennaio 1984   | 10 aprile 1985 |
| 8  | La capanna sull'albero 「大きな木の小さな家」 - Ōkina ki no chiisana ie                 | 17 gennaio 1984   | 11 aprile 1985 |
| 9  | Una lezione per la maestra 「トゥインク先生馬にのる」 - Tuinku sensei umi ni noru       | 24 gennaio 1984   | 12 aprile 1985 |
| 10 | Amici per un giorno 「イノシシ坊や」 - Inoshishi bōya                                   | 31 gennaio 1984   | 15 aprile 1985 |
| 11 | Il fratellino 「ぼくのおとうと」 - Boku no otōto                                        | 7 febbraio 1984   | 16 aprile 1985 |
| 12 | La nuova famiglia 「瞳の中の水車」 - Hitomi no naka no suisha                           | 14 febbraio 1984  | 17 aprile 1985 |
| 13 | Un'aula affollata 「出席をとられたフラッグ」 - Shusseki wo torareta furaggu             | 21 febbraio 1984  | 18 aprile 1985 |
| 14 | L'abbandono 「二人の残されぼうず」 - Futari no nokosare bōzu                            | 28 febbraio 1984  | 19 aprile 1985 |
| 15 | Momenti difficili 「ハシカをありがとう」 - Hashika wo arigatō                           | 6 marzo 1984      | 22 aprile 1985 |
| 16 | La fuga 「生き返りパーティー」 - Ikikaeri paatii                                        | 13 marzo 1984     | 23 aprile 1985 |
| 17 | Sognando Boston 「ボストンからの宿題」 - Bosuton kara no shukudai                       | 3 aprile 1984     | 24 aprile 1985 |
| 18 | Un lungo viaggio 「ボストンだってアメリカだ」 - Bosuton datte amerika da                | 10 aprile 1984    | 25 aprile 1985 |
| 19 | La classe più grande del mondo 「小さなふたりの大学生」 - Chiisana futari no daigakusei | 17 aprile 1984    | 26 aprile 1985 |
| 20 | Sogni, desideri e realtà 「夢のなかの噴水」 - Yume no naka no funsui                    | 24 aprile 1984    | 30 aprile 1985 |
| 21 | Ritorno a casa 「ボストン発フラッグゆき」 - Bosuton hatsu furaggu yuki                  | 8 maggio 1984     | 1° maggio 1985 |
| 22 | Nei guai fino al collo 「バックにいさんのネックレス」 - Bakku niisan no nekkuresu       | 15 maggio 1984    | 3 maggio 1985  |
| 23 | Educare con amore 「いたずらフラッグ」 - Itazura furaggu                                | 22 maggio 1984    | 6 maggio 1985  |
| 24 | "Voglio un animaletto!" 「エラリーのベット」 - Erarii no betto                          | 29 maggio 1984    | 7 maggio 1985  |
| 25 | Il nuovo vicino 「まぼろしの隣の家」 - Maboroshi no tonari no ie                        | 5 giugno 1984     | 8 maggio 1985  |
| 26 | La grande avventura 「町からきた少年」 - Machi kara kita shōnen                         | 12 giugno 1984    | 9 maggio 1985  |
| 27 | Il mago della pioggia 「雨を呼ぶポスト」 - Ame wo yobu posuto                           | 26 giugno 1984    | 10 maggio 1985 |
| 28 | L'inondazione 「あらしの中の三人」 - Arashi no naka no sannin                           | 3 luglio 1984     | 16 maggio 1985 |
| 29 | Una difficile decisione 「小さな冒険旅行」 - Chiisana bōken ryokō                       | 10 luglio 1984    | 17 maggio 1985 |
| 30 | Dopo la grande tempesta 「ぼくがあにきでおとうとで」 - Boku ga aniki de otōto de        | 17 luglio 1984    | 20 maggio 1985 |
| 31 | Il matrimonio 「森の花嫁さん」 - Mori no hanayomesan                                    | 24 luglio 1984    | 21 maggio 1985 |
| 32 | Trappole per lupi 「オオカミになった父さん」 - Ōkami ni natta tōsan                     | 31 luglio 1984    | 22 maggio 1985 |
| 33 | Dodici orsetti 「十二匹の子熊」 - Jūnihiki no koguma                                    | 14 agosto 1984    | 23 maggio 1985 |
| 34 | Un Natale anticipato 「消された贈りもの」 - Kesareta okurimono                          | 28 agosto 1984    | 24 maggio 1985 |
| 35 | L'encomio 「スルーフットとの対決」 - Surūfutto to no taiketsu                           | 4 settembre 1984  | 27 maggio 1985 |
| 36 | Il lupo solitario 「ひとりオオカミ」 - Hitori no ōkami                                  | 11 settembre 1984 | 28 maggio 1985 |
| 37 | Viva Julia! 「十一才の老犬」 - Jūissai no rōken                                         | 18 settembre 1984 | 29 maggio 1985 |
| 38 | I segreti della mamma 「母さんの演奏会」 - Kaasan no ensōkai                            | 25 settembre 1984 | 30 maggio 1985 |
| 39 | Sulle ali di Mercurio 「ジョディが荒馬に乗った日」 - Jodi ga arauma ni notta hi         | 2 ottobre 1984    | 31 maggio 1985 |
| 40 | Diventare adulti 「大人になりたくない」 - Otona ni naritakunai                          | 9 ottobre 1984    | 4 giugno 1985  |
| 41 | Il fidanzato di Eulalie 「エラリーに春の風」 - Otona ni naritakunai                     | 16 ottobre 1984   | 5 giugno 1985  |
| 42 | La stagione degli amori 「フラッグと灰色の子ギツネ」 - Furaggu to haiiro no kogitsune   | 30 ottobre 1984   | 6 giugno 1985  |
| 43 | Stella lucente 「夜空の太陽」 - Yozora no taiyō                                         | 13 novembre 1984  | 7 giugno 1985  |
| 44 | Piccoli padrini 「ぼくたちは名付け親」 - Bokutachi wa nazuke oya                        | 20 novembre 1984  | 11 giugno 1985 |
| 45 | Addio, cari amici 「さよならの汽笛」 - Sayonara no kiteki                               | 27 novembre 1984  | 12 giugno 1985 |
| 46 | L'amicizia e la vita 「よろこび二倍かなしみ半分」 - Yoroobi nibai kanashimi hanbun      | 4 dicembre 1984   | 13 giugno 1985 |
| 47 | Ricordi lontani 「二歳からの親友」 - Nisai kara no shin'yū                              | 11 dicembre 1984  | 14 giugno 1985 |
| 48 | Il cavaliere spagnolo 「幻のスペイン人」 - Maboroshi no supeinjin                       | 18 dicembre 1984  | 1° luglio 1985 |
| 49 | Il recinto 「消えたとうもろこし」 - Kieta tōmorokoshi                                   | 25 dicembre 1984  | 2 luglio 1985  |
| 50 | Gli angeli volano 「空かけるフォダウィング」 - Sora kakeru fodauingu                    | 8 gennaio 1985    | 3 luglio 1985  |
| 51 | La vita è anche amara 「フォダウィングの贈り物」 - Fodauingu no okurimono               | 22 gennaio 1985   | 4 luglio 1985  |
| 52 | La legge della foresta 「虹の中のフラッグ」 - Niji no naka no furaggu                   | 29 gennaio 1985   | 5 luglio 1985  |

## Edizione italiana
I dialoghi italiani sono stati affidati a Sergio Patou e diretti da Flavio De Flaviis.
| Personaggio       | Doppiatore originale | Doppiatore Italiano                           |
| ----------------- | -------------------- | --------------------------------------------- |
| Jody              | Eiko Yamada          | Massimiliano Manfredi                         |
| Toppa             | Reiko Kitou          | Corrado Conforti                              |
| maestra Twink     | Eiko Masuyama        | Silvia Pepitoni                               |
| Eulalia           | Rihoko Yoshida       | Ilaria Stagni                                 |
| sig. Baxter       |                      | Giancarlo Padoan                              |
| sig. ra Baxter    |                      | Renata Biserni                                |
| sig. Forrester    |                      | Gino Pagnani 1^ voce Riccardo Garrone 2^ voce |
| sig. ra Forrester |                      | Benita Martini                                |
| Buck              |                      | Giorgio Locuratolo                            |
| Lance             |                      | Maurizio Reti                                 |

## Sigle
Sigla di apertura giapponese
- Harō toumorō (ハロートゥモロー? letteralmente Ciao domani), testo di Keisuke Yamakawa, musica e arrangiamento di Koichi Sugiyama, cantata da Keiko Toda.

Sigla di chiusura giapponese
- Sora kara hoshi ga oritekuru (空から星が降りてくる? letteralmente Una stella cade dal cielo), testo di Keisuke Yamakawa, musica e arrangiamento di Koichi Sugiyama, cantata da Masaki Takanashi.

In Italia sono state trasmesse le sigle originali, in versione strumentale.

## Curiosità
L'episodio 2 de Il cucciolo, trasmesso originariamente in Giappone il 15 novembre 1983, è stato il primo episodio di una serie animata televisiva realizzato in animazione digitale.